# Symballophthalmus masoni
Symballophthalmus masoni är en tvåvingeart som beskrevs av Chillcott 1958. Symballophthalmus masoni ingår i släktet Symballophthalmus och familjen puckeldansflugor.
Artens utbredningsområde är Michigan. Inga underarter finns listade i Catalogue of Life.